# 埃斯特雷 (埃纳省)
埃斯特雷（法語：Estrées）是法国皮卡第大区埃纳省的一个市镇，属于圣康坦区卡特莱县。该市镇2009年时的人口为412人。

## 人口
埃斯特雷人口变化图示
| 数据来源：INSEE |